# スニチニブ
スニチニブ（Sunitinib）は、癌治療に用いられる医薬品である。スニチニブは、ATPを模倣した低分子のマルチターゲット受容体型チロシンキナーゼ（RTK）阻害薬で、2006年1月26日に腎細胞癌およびイマチニブ耐性胃腸間質腫瘍の治療薬としてFDAに承認された。スニチニブは、2つの異なる適応症で同時に承認された初めての抗癌剤であった。日本では2008年4月に「イマチニブ抵抗性の消化管間質腫瘍」および「根治切除不能または転移性の腎細胞癌」について、2012年8月に「膵神経内分泌腫瘍」について承認された。日本では「スーテントカプセル12.5mg」として薬価収載されている。

## 効能・効果
- イマチニブ抵抗性の消化管間質腫瘍（GIST）
- 根治切除不能または転移性の腎細胞癌（RCC）
- 膵神経内分泌腫瘍（pNET）

## 副作用
重大な副作用として、
- 骨髄抑制
  - 汎血球減少（0.1%）、血小板減少（26.4%）、白血球減少（19.6%）、好中球減少（27.3%）、貧血（22.2%）
- 感染症
  - 肺炎、敗血症、壊死性筋膜炎などの重篤な感染症
- 高血圧（30.0%）
- 出血
  - 鼻出血（14.4%）、皮下出血（40.0%）、口腔内出血（3.1%）、性器出血（1.3%）、喀血（1.2%）、結膜出血（10.0%）、腫瘍出血（1.1%）、消化管出血（4.5%）、脳出血（0.3%）
- 消化管穿孔（0.2%）・消化管瘻
- QT間隔延長（1.1%）、心室性不整脈（Torsade de pointesを含む）（0.3%）
- 心不全（1.9%）、左室駆出率低下（11.6%）
- 肺塞栓症（0.9%）、深部静脈血栓症（0.8%）
- 血栓性微小血管症
  - 破砕赤血球を伴う貧血、血小板減少、腎機能障害など
- 一過性脳虚血発作（0.3%）、脳梗塞（0.2%）
- 播種性血管内凝固症候群（DIC）
  - 血小板数、血清FDP値、血漿フィブリノゲン濃度などの血液検査異常
- てんかん様発作（0.2%）、可逆性後白質脳症症候群（0.2%）
  - 高血圧（伴わない例もある）、頭痛、覚醒低下、精神機能変化、および皮質盲を含めた視力消失など
- 急性膵炎（0.8%）
- 甲状腺機能障害
  - 甲状腺機能低下症（14.4%）、甲状腺機能亢進症（0.3%）
- 肝不全、肝機能障害、黄疸
  - 肝不全（0.1%）、AST、ALT、γ-GTP上昇を伴う肝機能障害（10.0%）、血中ビリルビンの増加（4.6%）、黄疸（0.9%）
- 急性胆嚢炎
- 間質性肺炎（0.2%）
- 急性腎障害（1.6%）
- ネフローゼ症候群（0.5%）
- 横紋筋融解症、ミオパチー（0.1%）
  - 筋肉痛、脱力感、クレアチンキナーゼ上昇、血中および尿中ミオグロビン上昇など
- 副腎機能不全（0.3%）
- 腫瘍崩壊症候群（0.2%）
- 皮膚粘膜眼症候群、多形紅斑

が記載されている。
スニチニブの有害事象は、ある程度管理可能であり、重篤な有害事象の発生率は低いと考えられている。
スニチニブ治療に関連する最も一般的な有害事象は、疲労、下痢、吐き気、食欲不振、高血圧、黄色い皮膚の変色、手足の皮膚反応、口内炎である。プラセボ対照第III相GIST試験では、下痢、食欲不振、皮膚の変色、粘膜炎・口内炎、無力感、味覚異常、便秘など、スニチニブがプラセボよりも多く発現した有害事象があった。
RCCでは、本剤の重大な毒性に対処するために、50％の患者で投与量の減量が必要とされた。
重篤な有害事象（グレード3または4）は患者の10％以下で発生し、高血圧、疲労、無力症、下痢、化学療法薬誘発性肢端紅斑などが含まれる。スニチニブ治療に伴う臨床検査値の異常には、リパーゼ、アミラーゼ、好中球、リンパ球、血小板などがある。また、甲状腺機能低下症や可逆性赤血球増加症も発現する。
殆どの有害事象は、支持療法、投与の中断、または投与量の減量によって管理することができる。
MDアンダーソン癌センターで行われた研究では、標準スケジュール（50mg×4週間+2週間休薬）でスニチニブを投与した患者と、より頻繁で短い休薬期間でスニチニブを投与した患者（代替スケジュール：50mg×2週間+1週間休薬、50mg×1週間+3or4日間休薬など）の治療成績を比較した。その結果、代替スケジュールでスニチニブを投与した患者では、全生存率、無増悪生存率、服薬遵守率が有意に高いことが判った。また、転移性腎細胞癌患者の治療中止に繋がることの多い有害事象に対する耐性が向上し、重症度が低下した。

## 臨床試験

### 消化管間質性腫瘍
RCCと同様、消化管間質性腫瘍（GIST）も標準的な化学療法や放射線療法には反応しない。イマチニブは、転移性GISTに有効であることが証明された最初の抗癌剤であり、この稀ではあるが困難な疾患の治療において大きな進展をもたらした。しかし、患者の約20％がイマチニブに反応せず（一次抵抗性）、初期反応した患者のうち50％が2年以内にイマチニブの二次抵抗性を獲得して病状が進行する。スニチニブが登場する前は、イマチニブに抵抗性を示した患者には治療の選択肢がなかった。
スニチニブは、イマチニブ抵抗性のGIST患者に、病状の進行を食い止め、場合によっては病状を回復させる新しい治療法を提供する。これは、大規模な第III相臨床試験で示されている。この試験では、イマチニブ治療に失敗した患者（一次抵抗性、二次抵抗性、または不耐症のため）に、スニチニブまたはプラセボのいずれかを無作為に盲検化して治療した。
この試験では、スニチニブの有効性が明らかになったため、最初の中間解析で早期に盲検化が解除された。その際、プラセボを投与されていた患者にスニチニブへの切り替えを提案した。本試験の主要評価項目である無増悪期間（TTP）の中央値は、スニチニブ（27週）の方がプラセボ（6週）よりも4倍以上長くなった（P<0.0001）。これらは、独立した放射線医学研究所の評価に基づいている。スニチニブの有益性は、事前に規定した多数の背景因子で層別化しても、統計的に有意なままであった。
副次評価項目の内、無増悪生存期間（PFS）の差はTTPの差と同様であった（24週対6週、P<0.0001）。また、スニチニブ投与群の7％が腫瘍の著しい縮小（客観的奏効）を示したのに対し、プラセボ投与群では0％であった（P=0.006）。さらに、スニチニブ患者の58％が病勢安定化を示したのに対し、プラセボ患者では48％であった。スニチニブによる奏効までの期間の中央値は10.4週間であった。スニチニブは、病勢進行または死亡の相対リスクを67％減少させ、死亡のみのリスクを51％減少させた。生存利益の差は、プラセボ患者が病勢進行時にスニチニブに移行し、これらの患者の殆どがその後スニチニブで奏効したため、希釈されている可能性がある。
スニチニブの忍容性は比較的良好であった。スニチニブ患者の約83％が重症度を問わない治療関連の有害事象を経験し、プラセボを投与された患者では59％であった。重篤な有害事象は、スニチニブ患者の20％、プラセボ患者の5％で報告された。有害事象は概して中程度であり、投与量の減量、投与の中断、その他の治療によって容易に対処できた。有害事象により治療を中止したのは、スニチニブ患者の9％、プラセボ患者の8％であった。
疲労は、スニチニブ治療で最もよく発生する有害事象である。本試験では、スニチニブ患者の34％がいずれかのグレードの疲労感を報告したのに対し、プラセボ患者では22％であった。グレード3（重度）の疲労の発生率は両群間で同程度であり、グレード4の疲労は報告されなかった。

### 腎細胞癌
スニチニブは、転移性腎細胞癌（mRCC）の治療に承認されている。その他の治療法としては、パゾパニブ、ソラフェニブ、テムシロリムス、インターロイキン-2、エベロリムス、ベバシズマブなどがある。
RCCは一般的に化学療法や放射線療法に抵抗性を示す。受容体型チロシンキナーゼ阻害薬が登場する前は、インターフェロンα（IFNα）やインターロイキン-2（IL-2）などのサイトカインを用いて転移性疾患を治療するしかなかった。しかし、これらの薬剤の有効率は低いものであった（5％ - 20％）。
第III相試験では、無増悪生存期間の中央値は、スニチニブ投与群（11か月）がIFNα投与群（5か月）よりも有意に長く、ハザード比は0.42であった。副次評価項目では、スニチニブ投与群の28％がIFNα投与群の5％と比較して有意に腫瘍が縮小した。また、スニチニブを投与された患者は、IFNαよりもQOL（生活の質）が向上した。2008年に行われたアップデートでは、主要評価項目である無増悪生存期間（PFS）の中央値は、IFNαの5か月に対してスニチニブは11か月と、引き続き優れていた（P<0.000001）。客観的奏効率もスニチニブが39 - 47％、IFNαが8 - 12％で、P<0.000001と引き続き優れていた。
スニチニブ治療は、統計的には有意ではないものの、全生存期間が若干長くなる傾向にあった。
- 全生存期間（OS）の中央値は、層別に拘わらず、スニチニブ投与で26か月、IFNα投与で22か月であった（P値は統計解析により0.051 - 0.0132）。
- 最初の解析では、IFNα療法に無作為に割り付けられた患者のうち、スニチニブ療法に移行した25人が含まれており、これが結果を混乱させた可能性がある。これらの患者を除外した探索的解析では、その差はより強固なものとなり、26か月対20か月、P=0.0081となった。
- 本試験の患者は、試験治療で進行した後、他の治療を受けることが認められていた。両剤の差を「純粋」に分析するために、試験後の治療を受けなかった患者のみを対象とした分析が行われた。この解析では、スニチニブの最大の優位性が示され、28か月対IFNαの14か月、P=0.0033であった。しかしこの解析では患者数が少なく、実際の臨床現場を反映していないため、意味がない。

高血圧症は、スニチニブを投与された転移性腎細胞癌患者において、有効性のバイオマーカーとなることが判った。mRCC患者でスニチニブによる高血圧が誘発された患者は、治療による高血圧が誘発されなかった患者よりも良好な転帰を示した（客観的奏効率：54.8％対8.7％、PFS中央値：12.5か月（95％CI＝10.9 - 13.7）対2.5か月（95％CI＝2.3 - 3.8）、OSは 30.9か月（95％信頼区間＝27.9 - 33.7）対7.2か月（95％信頼区間＝5.6 - 10.7）；いずれもP < 0.001）。

### 膵神経内分泌腫瘍
2010年11月、スニチニブは、欧州委員会より「成人における病勢進行中の切除不能または転移性の高分化膵神経内分泌腫瘍」の治療薬として承認された。2011年5月、米国FDAは、スニチニブを「膵臓に位置する進行性の神経内分泌癌で、手術で除去できないか、体の他の部位に転移している（転移性）」患者の治療薬として承認した。

### 髄膜腫
スニチニブは、神経線維腫症に伴う髄膜腫の治療薬として研究されている。

## 作用機序
スニチニブは、複数の受容体チロシンキナーゼ（RTK）を標的として、細胞のシグナル伝達を阻害する。
その中には、腫瘍の血管新生と腫瘍細胞の増殖の両方に関与する血小板由来成長因子受容体（PDGF-R）と血管内皮成長因子受容体（VEGFR）のすべての受容体が含まれる。そのため、これらの標的を同時に阻害することで、腫瘍の血管新生を抑え、癌細胞のアポトーシスを誘発し、腫瘍の縮小をもたらす。
またスニチニブは、消化管間質細胞腫瘍の大部分を駆動する（変異により不適切に活性化された）受容体型チロシンキナーゼであるCD117（c-KIT）をも阻害する。スニチニブは、c-KITの変異によりイマチニブに抵抗性を示す腫瘍が発生した場合や、イマチニブに耐えられない患者の第二選択薬として推奨されている。
さらに、スニチニブは他の受容体にも結合する。これには次の様なものがある。
- RET
- CD114（英語版）
- CD135

スニチニブは多くの異なる受容体を標的としているため、古典的な手足症候群、口内炎、その他の皮膚毒性など、多くの副作用が発生する。

## 相互作用
緑茶の主要成分である没食子酸エピガロカテキンは、併用するとスニチニブの生物学的利用能を低下させる可能性がある。

## 研究

### その他の固形癌
現在、スニチニブの有効性は、乳癌、肺癌、甲状腺癌、大腸癌など、幅広い固形癌で評価されている。初期の研究では、様々な領域で単剤での有効性が示されている。スニチニブは、KIT、PDGFR、VEGFR2など、腫瘍の発生に関与するチロシンキナーゼの活性を阻害する。
- 前治療歴のある転移性乳癌（英語版）患者を対象とした第II相試験では、スニチニブが「有意な単剤効果を有する」ことが明らかになった[23]。
- 難治性の非小細胞肺癌（NSCLC）を対象とした第II相試験では、「スニチニブは、前治療歴のある再発・進行性NSCLC患者において、現在承認されている薬剤と同等の活性レベルで、着目すべき単剤活性を示す」とされている[24]。
- 切除不能な神経内分泌腫瘍患者を対象とした第II相試験では、91％の患者がスニチニブに反応した（9％の部分奏効＋82％の病勢安定）[25]。

### 白血病
スニチニブは、ワシントン大学セントルイス校の白血病研究者が自ら発症した白血病の治療に使用された。彼のチームは、遺伝子配列解析を用いて彼の白血病細胞でFLT3 遺伝子が亢進していることに気付き、スニチニブを治療薬として使用した。

### 不成功に終わった試験
2009年4月から2011年5月にかけて、ファイザー社は、乳癌、転移性大腸癌、進行性非小細胞肺癌、去勢抵抗性前立腺癌を対象とした後期臨床試験が不成功に終わったことを報告した。

## 参考資料
1. 1 2 3 4 5 6  “Sutent- sunitinib malate capsule”. DailyMed. 2021年4月7日閲覧。
2. ↑  “FDA approves new treatment for gastrointestinal and kidney cancer”.   U.S. Food and Drug Administration (FDA) (2006年). 2006年2月3日時点のオリジナルよりアーカイブ。2021年12月3日閲覧。
3. ↑  “スーテントカプセル12.5mg インタビューフォーム”. 2021年12月3日閲覧。
4. ↑  スーテントカプセル12.5mg、日経メディカル
5. ↑  “スーテントカプセル12.5mg 添付文書”. www.info.pmda.go.jp. 2021年12月4日閲覧。
6. 1 2 3 4 5 6 7 8 9 10  “Efficacy and safety of sunitinib in patients with advanced gastrointestinal stromal tumour after failure of imatinib: a randomised controlled trial”. Lancet 368 (9544):  1329–1338. (2006). doi:10.1016/S0140-6736(06)69446-4. PMID 17046465.
7. 1 2 3  “Sunitinib versus interferon alfa in metastatic renal-cell carcinoma”. N Engl J Med 356 (2):  115–124. (2007). doi:10.1056/NEJMoa065044. PMID 17215529.
8. ↑  “Yellow skin discoloration associated with sorafenib use for treatment of metastatic renal cell carcinoma.”. Southern Medical Journal 100 (3):  328–330. (2007-03-01). doi:10.1097/smj.0b013e31802f01a9. PMID 17396743.
9. ↑  Alexandrescu, DT; McClure, R; Farzanmehr, H; Dasanu, CA (2008). “Secondary erythrocytosis produced by the tyrosine kinase inhibitors sunitinib and sorafenib”. Journal of Clinical Oncology 26 (24):  4047–8. doi:10.1200/jco.2008.18.3525. PMID 18711201.
10. ↑  “Clinical Outcomes in Patients with Metastatic Renal Cell Carcinoma Treated with Alternative Sunitinib Schedules.”. J Urol 191 (3):  611–618. (March 2014). doi:10.1016/j.juro.2013.08.090. PMC 4015627. PMID 24018239.
11. ↑  “Overall survival with sunitinib versus interferon alfa (IFN-α) as first-line treatment of metastatic renal cell carcinoma (mRCC). Abstract no. 5024.”. Presented at ASCO 2008. Available at: http://www.asco.org/ASCO/Abstracts+%26+Virtual+Meeting/Abstracts?&vmview=abst_detail_view&confID=55&abstractID=32895.
12. ↑  “Overall survival and updated results for sunitinib compared with interferon alfa in patients with metastatic renal cell carcinoma”. J. Clin. Oncol. 27 (22):  3584–90. (August 2009). doi:10.1200/JCO.2008.20.1293. PMC 3646307. PMID 19487381.
13. ↑  Hypertension as a biomarker of efficacy in patients with metastatic renal cell carcinoma treated with sunitinib. | CureHunter
14. ↑  95％信頼区間
15. ↑  “Pfizer Scores New Approval for Sutent in Europe”. (2010年12月2日)
16. ↑  FDA approves Sutent for rare type of pancreatic cancer
17. ↑  "Phase II Trial of Sunitinib (SU011248) in Patients With Recurrent or Inoperable Meningioma"
18. ↑  “Sunitinib and periodic hair depigmentation due to temporary c-KIT inhibition”. Arch Dermatol 144 (11):  1525–6. (November 2008). doi:10.1001/archderm.144.11.1525. PMID 19015436.  オリジナルの2011-07-25時点におけるアーカイブ。.
19. ↑  “Gastrointestinal stromal tumor: a clinical overview”. Hematol. Oncol. Clin. North Am. 23 (1):  69–78, viii. (February 2009). doi:10.1016/j.hoc.2008.11.006. PMID 19248971.
20. ↑  “Advanced gastrointestinal stromal tumor in Europe: a review of updated treatment recommendations”. Expert Rev Anticancer Ther 9 (6):  831–8. (June 2009). doi:10.1586/era.09.34. PMID 19496720.
21. ↑  “Sunitinib in solid tumors”. Expert Opin Investig Drugs 18 (6):  821–34. (June 2009). doi:10.1517/13543780902980171. PMID 19453268.
22. ↑  “Interaction of green tea polyphenol epigallocatechin-3-gallate with sunitinib: potential risk of diminished sunitinib bioavailability”. J Mol Med (Berl) 89 (6):  595–602. (Jun 2011). doi:10.1007/s00109-011-0737-3. PMID 21331509.
23. ↑  “Phase II study of SU11248, a multi-targeted tyrosine kinase inhibitor in patients with previously treated metastatic breast cancer”. Presented at ASCO 2005. Available at: http://www.asco.org/portal/site/ASCO/menuitem.34d60f5624ba07fd506fe310ee37a01d/?vgnextoid=76f8201eb61a7010VgnVCM100000ed730ad1RCRD&vmview=abst_detail_view&confID=34&abstractID=31881.
24. ↑  “Efficacy and safety of sunitinib in previously treated, advanced non-small cell lung cancer (NSCLC): preliminary results of a multicenter phase II trial”. Journal of Clinical Oncology, 2006 ASCO Annual Meeting Proceedings Part I 24 (18S (June 20 suppl)). (2006). Available at: http://www.asco.org/portal/site/ASCO/menuitem.34d60f5624ba07fd506fe310ee37a01d/?vgnextoid=76f8201eb61a7010VgnVCM100000ed730ad1RCRD&vmview=abst_detail_view&confID=40&abstractID=34252.
25. ↑  “A Phase 2 Study to Evaluate the Efficacy of SU11248 in Patients with Unresectable Neuroendocrine Tumors”. Presented at ASCO 2005. Available at: http://www.asco.org/portal/site/ASCO/menuitem.34d60f5624ba07fd506fe310ee37a01d/?vgnextoid=76f8201eb61a7010VgnVCM100000ed730ad1RCRD&vmview=abst_detail_view&confID=34&abstractID=33268.
26. ↑  “In Gene Sequencing Treatment for Leukemia, Glimpses of the Future”. 2021年12月3日閲覧。
27. ↑  Writer, GEN Staff (2011年5月23日). “FDA Expands Sutent Label to Include Pancreatic Neuroendocrine Tumors” (英語). GEN - Genetic Engineering and Biotechnology News. 2021年12月5日閲覧。